# Ferrari N.V.
Ferrari N.V. (precedentemente FE New N.V.) è la società olandese che controlla la Ferrari S.p.A., casa automobilistica italiana fondata da Enzo Ferrari nel 1947 a Maranello che produce automobili sportive d'alta fascia e da corsa, essendo largamente impegnata nell'automobilismo sportivo mondiale.
Dal 21 luglio 2018 l'azienda, come la controllata Ferrari S.p.A. è stata guidata da Louis Carey Camilleri, in qualità di amministratore delegato, mentre John Elkann ne è il presidente. A seguito delle dimissioni di Louis Camilleri avvenute il 10 dicembre 2020, John Elkann assume ad interim la carica di amministratore delegato. Entrambi sono succeduti, pochi giorni prima della sua morte, a Sergio Marchionne, che guidava l'azienda dal 2014 quando aveva sostituito Luca Montezemolo.
Dal 1º settembre 2021 la carica di amministratore delegato viene assunta da Benedetto Vigna.
È quotata sia al NYSE che nell'indice FTSE MIB della Borsa Italiana.

## Storia

### Le origini
Il 24 maggio 2013 Ferrari S.p.A., che nel 1969 entrò a far parte del Gruppo Fiat, venne incorporata nella società di diritto olandese "New Business Netherlands N.V.", che dall'ottobre 2015 venne ridenominata "Ferrari N.V." e quotata al NYSE.
Nel settembre 2014 fu annunciato da Fiat Chrysler Automobiles, il gruppo automobilistico nato dalla fusione tra Fiat S.p.A. (precedentemente conosciuta come Gruppo Fiat) e Chrysler Group LLC, che Luca Cordero di Montezemolo dopo 23 anni, avrebbe lasciato la presidenza a conclusione dei festeggiamenti dei 60 anni Ferrari in Nord America. Al suo posto sarebbe arrivato Sergio Marchionne, già Amministratore Delegato di FCA.

### Separazione da FCA e quotazione in borsa
Il 21 ottobre 2015 il 10% del 90% di Ferrari N.V. posseduto da FCA viene quotato a Wall Street ad un prezzo iniziale dell'IPO di 52 dollari.
Dal 4 gennaio 2016, come annunciato a fine ottobre 2014, la Ferrari N.V. viene scorporata da FCA mediante l'assegnazione di un'azione Ferrari N.V. ogni 10 azioni FCA possedute dagli azionisti dell'ex controllante e viene quotata anche alla Borsa Italiana ad un prezzo iniziale di 43,44 euro, corrispondente ad una capitalizzazione di 8.709.204.596 euro, passando così sotto il controllo diretto di Exor.

### Luxury Brand Globale
Attualmente Ferrari è uno tra i marchi del lusso leader a livello mondiale e si occupa della progettazione, produzione e vendita di auto sportive di lusso ad alte prestazioni. Il marchio Ferrari è simbolo di unicità, innovazione, prestazioni sportive all'avanguardia e design italiano. Il 10 gennaio 2020 le azioni Ferrari N.V. raggiungono il massimo storico di 157,50 Euro per una capitalizzazione totale di circa 30,14 miliardi di Euro.

## Azionisti
Al 4 gennaio 2016 gli azionisti della società sono i seguenti:
| Azionista     | % del capitale sociale | % dei diritti di voto |
| ------------- | ---------------------- | --------------------- |
| Exor N.V.     | 24,05%                 | 35,82%                |
| Piero Ferrari | 10,23%                 | 15,23%                |
| Flottante     | 65,72%                 | 48,95%                |

- Exor e Piero Ferrari hanno sottoscritto un patto parasociale controllando quindi il 51,05% dei diritti di voto.

## Consiglio d'amministrazione
Il Cda in carica al 30 gennaio 2024 è composto da:
- John Elkann (presidente)
- Benedetto Vigna (Chief Executive Officer)
- Piero Ferrari (vice presidente)
- Delphine Arnault
- Francesca Bellettini
- Eddy Cue
- Sergio Duca
- John Galantic
- Maria Patrizia Grieco
- Mike Volpi
- Adam Keswick

## Presidenti
Questa la cronotassi dei presidenti di Ferrari N.V.:
- Luca Cordero di Montezemolo (24 maggio 2013 - 13 ottobre 2014)
- Sergio Marchionne (13 ottobre 2014 - 21 luglio 2018)
- John Elkann (dal 21 luglio 2018 - )

## Dati finanziari
Nonostante nel 2013 si sia deciso di contenere il numero di vetture prodotte per preservarne l'esclusività e il valore nel tempo, a fronte di una diminuzione delle vendite del 5,4% (6.922 vetture) il fatturato è salito a 2,3 miliardi di euro (+ 5%), l'utile netto ha raggiunto i 246 milioni di euro (+5,4%) e la posizione finanziaria industriale netta è stata positiva per 1,36 miliardi di euro.
Nel 2014 il fatturato ha raggiunto i 2,762 miliardi di euro (+ 20%) grazie ad un aumento delle vendite del 4,8% (7.255 vetture), l'utile netto i 261 milioni di euro (+6,1%) ed i proventi operativi i 389 milioni di euro: tutti valori mai raggiunti prima..
Il 2015 è stato un anno da record per l'holding che realizza i migliori risultati di sempre, consegnando 7.664 vetture (+ 5,64%) e distribuendo un dividendo pari a 46 centesimi per azione per un monte dividendi complessivo pari a 86 milioni di euro. I ricavi sono stati pari a 2,854 miliardi di euro, in aumento del 3% nel confronto con lo scorso anno, mentre l'utile è salito del 9% a quota 290 milioni di euro rispetto al 2014. L'utile per azione è stato pari a 1,52 euro, dagli 1,38 euro del 2014. Il margine operativo lordo è salito da 678 a 719 milioni di euro mentre il reddito operativo adjusted è stato pari a 473 milioni di euro, in aumento del 17% rispetto al 2014. Il flusso di cassa è stato positivo per 390 milioni di euro contro i 136 milioni del 2014 mentre l'indebitamento netto è stato pari a 1,94 miliardi di euro.

### Emissioni obbligazionarie
Il 9 marzo 2016 la società ha emesso il suo primo prestito obbligazionario nella storia, raccogliendo ordini superiori di quasi sei volte all'offerta per un totale di 2,7 miliardi di euro. L'obbligazione da 500 milioni di euro, senza rating, ha una durata di sette anni con scadenza 23 marzo 2023, con una cedola annuale fissa dell’1,5% ed un rendimento dell’1,656%, essendo stata emessa al 98,977% del valore nominale.

## Vendite
Fino al 2012 le vendite sono state di competenza della controllata Ferrari S.p.A.
| Anno | Vetture | Variazione |
| ---- | ------- | ---------- |
| 2013 | 6922    | - 5,41 %   |
| 2014 | 7255    | +4,81 %    |
| 2015 | 7664    | +5,64 %    |
| 2016 | 8014    | +4,60 %    |
| 2017 | 8398    | + 4,80%    |
| 2018 | 9251    | + 10,2%    |
| 2019 | 10131   | + 9,5%     |
| 2020 | 9119    | - 10%      |
| 2021 | 11155   | + 22%      |
| 2022 | 13221   | + 18,5%    |
| 2023 | 13663   | + 3,3%     |
| 2024 | 13752   | + 0,7%     |